# Francuskinje (2014.)
Francuskinje (fra. Sous les jupes des filles) francuska je dramska komedija iz 2014. godine. Film predstavlja 11 žena iz Pariza i njihove priče.

## Radnja
Radnja filma isprepliće neobične životne priče 11 Parižanki u razdoblju od 28 dana, usmjerene oko života 28-godišnje Ysis (Géraldine Nakache) koja ima četvero djece. Majke, žene, prijateljice, poslovne partnerice, udane, slobodne, sve predstavljaju sliku današnje moderne žene. 

## Uloge
- Isabelle Adjani kao Lili
- Laetitia Casta kao Agathe
- Vanessa Paradis kao Rose
- Julie Ferrier kao Fanny
- Géraldine Nakache kao Ysis
- Alice Belaïdi kao Adeline
- Audrey Dana kao Jo
- Audrey Fleurot kao Sophie
- Marina Hands kao Inès
- Alice Taglioni kao Marie
- Sylvie Testud kao Sam
- Alex Lutz kao Inèsin suprug
- Guillaume Gouix kao Ysisin suprug

## Vanjske poveznice
- Francuskinje u internetskoj bazi filmova IMDb-u (engl.)